# ICarly: Walczę z Shelby Marx
iCarly: Walczę z Shelby Marx (ang. iCarly: iFight Shelby Marx) – amerykański film komediowy wyprodukowany na podstawie serialu iCarly. Jego światowa premiera miała miejsce w USA 8 sierpnia 2009 roku, natomiast w Polsce odbyła się 14 listopada 2010 na kanale Nickelodeon Polska. Gościem specjalnym w filmie jest Victoria Justice, znana z seriali Nickelodeon jako Lola Martinez z Zoey 101 oraz Tori Vega z Victoria znaczy zwycięstwo.

## Opis fabuły
Carly Shay (Miranda Cosgrove) ma walczyć z Shelby Marx (Victoria Justice). Nevel (Reed Alexander) próbując, aby program internetowy iCarly przestał istnieć, przerabia film z konferencji prasowej, przez to Shelby jest zdenerwowana. Carly walcząc z Shelby Marx przytrzymuje nogę, by nie atakowała. Freddie (Nathan Kress) ciągnie Nevela do ringu, gdzie są Carly, Sam (Jennette McCurdy) i Shelby, które atakują go po tym jak powiedział, że to zrobił.

## Obsada
- Miranda Cosgrove – Carly Shay
- Jennette McCurdy – Sam Puckett
- Nathan Kress – Freddie Benson
- Jerry Trainor – Spencer Shay
- Victoria Justice – Shelby Marx
- Reed Alexander – Nevel Papperman
- Noah Munck – Gibby
- Sean Smith – doktor Dresdin
- Jonathan Spencer – pan Connick

## Wersja polska
Wersja polska: dla Nickelodeon Polska – Start International Polska

Udział wzięli:
- Justyna Bojczuk – Carly
- Mateusz Narloch – Freddie
- Aleksandra Traczyńska – Sam
- Adrian Perdjon – Spencer
- Julia Hertmanowska – Shelby Marx
- Krzysztof Bednarek –
  - Gibby,
  - Newel
- Paweł Szczesny – doktor Dresdin
- Piotr Bąk –
  - pan Connick
  - Sędzia Zapasów

W pozostałych rolach:
- Jacek Kopczyński – Komentator Gali Boksu
- Cezary Kwieciński – Trener Shelby Marx
- Janusz Wituch – Sprawozdawca
- Jakub Szydłowski – Komentator Gali Boksu
- Tomasz Bednarek – Menedżer Shelby Marx
- Elżbieta Kopocińska-Bednarek
- Antonina Girycz

i inni